# Govern de Guinea Equatorial en l'Exili
L'autodenominat Govern de Guinea Equatorial en l'Exili és una plataforma sociopolítica que es presenta com a alternativa al govern de Teodoro Obiang a Guinea Equatorial. Presentat a Madrid el 29 d'agost de 2003 com l'acord entre tres formacions de l'oposició política, el Partit del Progrés de Guinea Equatorial (PPGE), el Partit Liberal de Guinea Equatorial (PLGE) i Acció Popular de Guinea Equatorial (APGE), aquests dos últims també integrats en la coalició Demòcrates pel Canvi per a Guinea Equatorial (DECAM), s'estructura a imatge i semblança d'un govern formal.
Entre les seves diverses iniciatives destaca la redacció d'un Projecte de Constitució de la República de Guinea Equatorial, de caràcter democràtic-liberal, així com un nou himne nacional (en substitució de Caminemos pisando las sendas de nuestra inmensa felicidad, compost per Atanasio Ndongo en 1968). Plácido Micó Abogo, secretari general de la Convergència per a la Democràcia Social (CPDS) i un dels líders de l'oposició no exiliada relativitzà la importància del Govern en l'Exili i el fet de no haver aconseguit aglutinar a tota l'oposició política li resta representabilitat.
El juny de 2005 el Govern de Guinea Equatorial en l'Exili i la coalició DECAM van signar un acord de col·laboració.
Durant la detenció de Moto per part de l'administració judicial espanyola (d'abril de 2008 a agost del mateix any), la presidència va ser exercida pel vicepresident, Armengol Engonga.

## Govern provisional
- President: Severo Moto (secretari general del PPGE).
- Vicepresident: Armengol Engonga Ondo.
- Ministre Secretari de la Presidència: Gabriel P. Moto Nsá.
- Ministra de Educació i Cultura: Regina Mañe Ela.
- Ministre de Hidrocarburs: Armengol N. Ondo.
- Ministre d'Afers Exteriors i Portaveu del Govern: Donato Ndongo-Bidyogo
- Ministre de l'Interior: Pablo Ndong Ensema.
- Ministre de Administracions públiques: Miguel Egon.
- Ministre de Sanitat: Amalio Buaki.